# Aleksei Mamykin
Aleksei Mamykin (en ruso: Алексей Иванович Мамыкин; Óblast de Riazán, Unión Soviética; 29 de febrero de 1936-Veryaevo, Rusia; 20 de septiembre de 2011) fue un futbolista y entrenador ruso que jugaba en la posición de delantero.

## Carrera

### Club
Inició su carrera como profesional con el FC Dínamo de Moscú en 1953, con el que jugó cinco temporadas y obtuvo el título de la Primera Liga Soviética en tres ocasiones y un título de copa, anotando 19 goles en 43 partidos. En 1958 pasa a jugar con el PFC CSKA Moscú, equipo con el que anotó 35 goles en 106 partidos para luego unirse al FC SKA Rostov-on-Don en 1964, equipo con el que solo juega una temporada en la que anotó dos goles en 14 partidos.
Se retiraría en 1965 como jugador del SKA Odessa con quien solo jujaga cinco partidos sin anotar goles.

### Selección nacional
Juega para Unión Soviética de 1961 a 1962, haciendo su debut el 10 de septiembre de 1961 en la Clasificación para la Copa Mundial de Fútbol de 1962 ante Austria y anotó nueve goles en nueve partidos, uno de ellos ante Uruguay en la Copa Mundial de Fútbol de 1962.

### Entrenador
Tras retirarse como jugador dirige al SKA Odessa en 1966 para después vincularse al PFC CSKA Moscú como asistente y después entrenador de equipos menores a partir de 1967. De 1973 a 1975 pasa a dirigir en Alemania Democrática para regresar al PFC CSKA Moscú dirigiendo al primer equipo por dos temporadas. 
En 1979 se vincula al SKA Kiev por dos años para volver al PFC CSKA Moscú como entrenador de juveniles. En 1982 pasa a dirigir al Zvezda Jizzakh por un año solo para pasar a dirigir equipos menores, retirándose en 1996 como entrenador del FC Dynamo-3 Moscow.

## Logros
- Primera Liga Soviética: 3

1954, 1955, 1957
- Copa de la Unión Soviética: 1

1953